# Chão Bruto (1976)
Chão Bruto é um filme brasileiro de 1976 escrito e dirigido por Dionísio Azevedo, baseado na obra homônima de Hernâni Donato.
O próprio Dionísio já havia dirigido a primeira versão (1958) dessa adaptação.

## Elenco
- Maurício do Valle… Paulo
- Geórgia Gomide… Xaíca
- Nuno Leal Maia
- Adriano Stuart… Lino
- Regina Duarte… Sinhana
- Xandó Batista… pai de Sinhana
- Umberto Magnani
- José Parisi
- Turíbio Ruiz
- Tony Tornado
- José Fernandes
- Marcos Câmara
- Eduardo Andrews
- Walter Portela
- José Júlio Spiewak
- Arquimedes Sinigaglia
- Ivanice Sena
- Genésio de Carvalho
- Walter Prado